# Bohdanivka, Vilneansk
Bohdanivka (în ucraineană Богданівка) este un sat în comuna Prîvilne din raionul Vilneansk, regiunea Zaporijjea, Ucraina.

## Demografie
Componența lingvistică a localității Bohdanivka
     Ucraineană (88,04%)
     Rusă (11,96%)
Conform recensământului din 2001, majoritatea populației localității Bohdanivka era vorbitoare de ucraineană (88,04%), existând în minoritate și vorbitori de rusă (11,96%).